# (100845) 1998 HY23
(100845) 1998 HY23 es un asteroide perteneciente al cinturón de asteroides, región del sistema solar que se encuentra entre las órbitas de Marte y Júpiter, descubierto el 28 de abril de 1998 por el equipo del Spacewatch desde el Observatorio Nacional de Kitt Peak, Arizona, Estados Unidos.

## Designación y nombre
Designado provisionalmente como 1998 HY23. 

## Características orbitales
1998 HY23 está situado a una distancia media del Sol de 2,241 ua, pudiendo alejarse hasta 2,517 ua y acercarse hasta 1,965 ua. Su excentricidad es 0,123 y la inclinación orbital 2,312 grados. Emplea 1225,73 días en completar una órbita alrededor del Sol.

## Características físicas
La magnitud absoluta de 1998 HY23 es 16,3. 